# イギリス国民党
イギリス国民党（イギリスこくみんとう、英語: British National Party）は、イギリスの政党。党首はニック・グリフィン。1982年結党。

## 概要
イギリス議会では議席を持っていないが、欧州議会では2009年から2014年まで2議席保有していた（現在は0）。なお、メンバーリストがリークされている。
移民排斥、計画殺人に対する死刑復活、教師の体罰容認などを掲げている。
フランスの極右政党である国民連合と同様に日本の移民制限策を模範にすべきとしている。
また、党首のグリフィンは、ホロコーストを否認している。

## BBC出演時の騒動
2009年10月22日、党首のグリフィンがBBCの政治討論番組に出演し、「（イスラム教は）英国とは相容れない」と主張したが、一般市民の参加者や出演者に総バッシングされた。BBC前では市民グループによる抗議活動が行われた。